# علی رازینی
علی رازینی (۲ خرداد ۱۳۳۲ – ۲۹ دی ۱۴۰۳) روحانی و قاضی ایرانی و رئیس شعبه ۴۱ دیوان عالی کشور بود. او پس از برکناری اسدالله لاجوردی در ۱۳۶۳ به‌عنوان دادستان انقلاب تهران منصوب شد. از دیگر سوابق او می‌توان به ریاست سازمان قضایی نیروهای مسلح و ریاست دیوان عدالت اداری اشاره کرد. او صبح شنبه ۲۹ دی ۱۴۰۳ در تیراندازی در کاخ دادگستری تهران ترور شد.

## زندگی و سوابق
علی رازینی در ۲ خرداد ۱۳۳۲ در رزن، همدان و در خانواده‌ای مذهبی متولد شد. رازینی در سال ۱۳۵۷ با حکم علی قدوسی مدیر مدرسه حقانی شد. او در سال ۱۳۵۹ وارد قوه قضاییه شد و قاضی دادگاه انقلاب تهران بود. پس از تظاهرات ۳۰ خرداد ۱۳۶۰ به ریاست دادگاه انقلاب استان خراسان رسید و احکام سنگینی علیه اعضا و طرفداران سازمان مجاهدین خلق ایران صادر کرد.
در سال ۱۳۶۳ و پس از عزل اسدالله لاجوردی از دادستانی تهران جایگزین او شد. سپس ازسوی سید عبدالکریم موسوی اردبیلی به ریاست سازمان قضایی نیروهای مسلح گمارده شد. در سال ۱۳۶۶ آیت‌الله خمینی او را به‌عنوان حاکم شرع دادگاه ویژه روحانیت و در ۱۳۶۷ هم به ریاست دادگاه‌های ویژه رسیدگی به تخلفات جنگ منصوب کرد. علاوه‌براین، او رئیس کل دادگستری استان تهران از ۱۳۷۳ تا ۱۳۷۸، رئیس دیوان عدالت اداری از ۱۳۸۳ تا ۱۳۸۸، نماینده استان همدان در دوره چهارم مجلس خبرگان رهبری (۱۳۸۵–۱۳۹۵)، رئیس دادگاه ویژه روحانیت از ۱۳۶۶ تا ۱۳۹۱ و معاون حقوقی رئیس قوه قضائیه بوده است. در دوره پنجم وی از انتخاب به مجلس خبرگان رهبری بازماند. پرونده فرجام خواهی محمدعلی نجفی به شعبه زیر نظر رازینی ارسال شده است.

## اعدام‌های دهه ۶۰
رازینی یکی از کسانی بود که در محاکمات اعدام‌های تابستان ۱۳۶۷ شرکت داشته است و به گفته خودش آن را به دستور مستقیم خمینی انجام داده است.
همچنین به گزارش سازمان حقوق بشری عدالت برای ایران از شهریور تا دی ۱۳۶۰، تمامی احکام اعدام برای زنان زندانی سیاسی در مشهد را قاضی رازینی صادر کرده است.

## ترور

### نخستین ترور
اعضای گروه مهدویت در ۱۵ دی ۱۳۷۷ به‌طور نافرجام رازینی را ترور کردند که به مجروحیت او انجامید. مطهر، مدیر کل امنیتی وقت وزارت کشور گفت علی رازینی هنگام بازگشت از محل کار (مجتمع قضایی امام خمینی) به خانه، در خیابان امیرکبیر ترور شد. دو موتور سوار محموله‌ای انفجاری به بدنهٔ خودروی او چسباندند. در اثر انفجار پای رازینی آسیب دید و ترکش‌هایی در شکم و سینه‌اش فرورفت. رهگذری به نام انصار عزت در این عملیات کشته شد و علاوه بر رازینی چهار نفر دیگر زخمی شدند. وحید فیروزآبادی، دکتر معالج رازینی چهار روز بعد خبر داد که ترکش‌ها را از بدن او خارج کرده‌اند و شکستگی ساق پا و انگشت و پارگی عروق او را ترمیم کرده‌اند. علی خامنه‌ای نیز ۱۹ دی ۱۳۷۷ در بیمارستان به ملاقات رازینی رفت و گفت: «این امتحان الهی بود و اینگونه عوارض نشانهٔ لطف خداست.»
سازمان مجاهدین خلق هم ۱۶ دی ۱۳۷۷ مسئولیت این ترور را با عنوان «عملیات قهرمانانه مجازات» برعهده گرفت.

### ترور منجر به مرگ
رازینی در صبح روز شنبه ۲۹ دی‌ماه ۱۴۰۳ به‌همراه محمد مقیسه بر اثر اصابت گلوله در محل کارش در دیوان عالی کشور واقع در کاخ دادگستری تهران کشته شد. ضارب پیش از دستگیری اقدام به خودکشی کرد. گفته شده ضارب یکی از نیروهای خدماتی بوده که پس از مجروح‌کردن محافظ، با سلاح او اقدام به تیراندازی کرده است.پیکر رازینی و مقیسه پس از تشییع در تهران و قم و اقامه نماز توسط سید هاشم حسینی بوشهری، در حجره محل دفن محمد مفتح در صحن امام رضای حرم فاطمه معصومه به خاک سپرده شد.

#### واکنش‌ها
سید علی خامنه‌ای در ۲۹ دی ۱۴۰۳ در پیامی درگذشت وی را تسلیت گفت و از او به عنوان عالم مجاهد یاد کرد. همچنین مسعود پزشکیان رئیس‌جمهور، محمدباقر قالیباف رئیس مجلس، غلامحسین محسنی اژه ای رئیس قوهٔ قضاییه، صادق آملی لاریجانی رئیس مجمع تشخیص مصلحت نظام، احمد جنتی دبیر شورای نگهبان، محمدعلی موحدی کرمانی رئیس مجلس خبرگان رهبری در پیام‌هایی جداگانه، کشته شدن علی رازینی را تسلیت گفتند.